# Mexikó az 1952. évi nyári olimpiai játékokon
Mexikó a finnországi Helsinkiben megrendezett 1952. évi nyári olimpiai játékok egyik részt vevő nemzete volt. Az országot az olimpián 13 sportágban 64 sportoló képviselte, akik összesen 1 érmet szereztek.

## Érmesek
| Érem  | Versenyző       | Sportág | Versenyszám              |
| ----- | --------------- | ------- | ------------------------ |
| Ezüst | Joaquín Capilla | Műugrás | Férfi egyéni toronyugrás |

## Atlétika
Férfi
| Versenyző    | Versenyszám | Előfutam | Előfutam | Előfutam | Negyeddöntő | Negyeddöntő | Negyeddöntő | Elődöntő | Elődöntő | Elődöntő | Döntő   | Döntő    |
| Versenyző    | Versenyszám | Idő      | Hely.    | Össz.    | Idő         | Hely.       | Össz.       | Idő      | Hely.    | Össz.    | Idő     | Helyezés |
| ------------ | ----------- | -------- | -------- | -------- | ----------- | ----------- | ----------- | -------- | -------- | -------- | ------- | -------- |
| Javier Souza | 100 m       | 11,31    | 5.       | 47.*     | kiesett     | kiesett     | kiesett     | kiesett  | kiesett  | kiesett  | kiesett | kiesett  |
| Javier Souza | 400 m       | 50,47    | 5.       | 57.      | kiesett     | kiesett     | kiesett     | kiesett  | kiesett  | kiesett  | kiesett | kiesett  |

Női
| Versenyző   | Versenyszám   | Selejtező | Selejtező | Döntő    | Döntő    |
| Versenyző   | Versenyszám   | Eredmény  | Helyezés  | Eredmény | Helyezés |
| ----------- | ------------- | --------- | --------- | -------- | -------- |
| Amalia Yubi | Gerelyhajítás | 35,59 m   | 19.       | kiesett  | kiesett  |

* - egy másik versenyzővel azonos időt ért el

## Birkózás
Szabadfogású
| Versenyző        | Versenyszám | 1. forduló                     | 2. forduló                      | 3. forduló               | 4. forduló        | 5. forduló        | 6. forduló        | 7. forduló        | 8. forduló        | Helyezés |
| Versenyző        | Versenyszám | Ellenfél Eredmény              | Ellenfél Eredmény               | Ellenfél Eredmény        | Ellenfél Eredmény | Ellenfél Eredmény | Ellenfél Eredmény | Ellenfél Eredmény | Ellenfél Eredmény | Helyezés |
| ---------------- | ----------- | ------------------------------ | ------------------------------- | ------------------------ | ----------------- | ----------------- | ----------------- | ----------------- | ----------------- | -------- |
| Rodolfo Dávila   | 52 kg       | Louis Baise (RSA) · 0-3        |                                 | Kitano Júsú (JPN) · 4:30 | kiesett           | kiesett           | kiesett           |                   |                   | 9.       |
| Leonardo Basurto | 57 kg       | Ferdinand Schmitz (GER) · 1:26 | Khashaba Jhadav (IND) · 5:20    | kiesett                  | kiesett           | kiesett           | kiesett           | kiesett           |                   | 13.      |
| Mario Tovar      | 67 kg       | Jan Cools (BEL) · 0-3          | Erik Østrand (DEN) · 0-3        | kiesett                  | kiesett           | kiesett           | kiesett           | kiesett           | kiesett           | 17.      |
| Antonio Rosado   | 73 kg       | William Smith (USA) · 4:50     | Alberto Longarella (ARG) · 5:27 | kiesett                  | kiesett           | kiesett           | kiesett           | kiesett           |                   | 13.      |
| Eduardo Assam    | 79 kg       | Gustav Gocke (GER) · 0-3       | Haydar Zafer (TUR) · 5:45       | kiesett                  | kiesett           | kiesett           | kiesett           | kiesett           |                   | 12.      |

## Kerékpározás

### Országúti kerékpározás
| Versenyző                                                 | Versenyszám | Eredmény             | Helyezés      |
| --------------------------------------------------------- | ----------- | -------------------- | ------------- |
| Julio Cepeda                                              | Egyéni      | nem ért célba        | nem ért célba |
| Ricardo García                                            | Egyéni      | nem ért célba        | nem ért célba |
| Francisco Lozano                                          | Egyéni      | nem ért célba        | nem ért célba |
| Ángel Romero                                              | Egyéni      | 5:24:33,9 (+18:30,5) | 45.           |
| Ángel Romero Francisco Lozano Julio Cepeda Ricardo García | Csapat      | nem ért célba        | nem ért célba |

## Kosárlabda
- Emilio López
- Fernando Rojas
- José Rojas
- Filiberto Manzo
- Héctor Guerrero
- Jorge Cardiel
- José Bru
- José Meneses
- José Cabrera
- José Pioquinto Soto
- Rolando Rubalcava
- Rubén Almanza
- Sergio Olguín

### Eredmények
2. csoport
| Csapat      | JM | GY | V | DP  | KP  | +/- | PT |
| ----------- | -- | -- | - | --- | --- | --- | -- |
| Szovjetunió | 3  | 3  | 0 | 192 | 143 | +49 | 6  |
| Bulgária    | 3  | 2  | 1 | 163 | 182 | -19 | 5  |
| Mexikó      | 3  | 1  | 2 | 172 | 171 | +1  | 4  |
| Finnország  | 3  | 0  | 3 | 147 | 178 | -31 | 3  |

| 1952. július 25. | Mexikó (MEX) | 66–48 | Finnország |  |
| 1952. július 25. | (36–21)      |       |            |  |

| 1952. július 26. | Bulgária (BUL) | 52–44 | Mexikó |  |
| 1952. július 26. | (27–16)        |       |        |  |

| 1952. július 27. | Szovjetunió (URS) | 71–62 | Mexikó |  |
| 1952. július 27. | (38–29)           |       |        |  |

| Csapat | Helyezés |
| ------ | -------- |
| Mexikó | 9.       |

## Lovaglás
Díjugratás
| Versenyző                                      | Ló                          | Versenyszám | 1. kör | 1. kör | 1. kör | 2. kör | 2. kör | 2. kör | Végeredmény | Végeredmény | Végeredmény |
| Versenyző                                      | Ló                          | Versenyszám | Idő    | Bünt.  | Hely.  | Idő    | Bünt.  | Hely.  | Idő         | Bünt.       | Helyezés    |
| ---------------------------------------------- | --------------------------- | ----------- | ------ | ------ | ------ | ------ | ------ | ------ | ----------- | ----------- | ----------- |
| Humberto Mariles                               | Petrolero                   | Egyéni      | 1:56,6 | 4      | 2.     | 1:59,8 | 4,75   | 11.    | 3:56,4      | 8,75        | 6.          |
| Víctor Saucedo                                 | Resorte II                  | Egyéni      | 1:36,0 | 12     | 21.    | 1:47,6 | 12     | 25.    | 3:23,6      | 24          | 25.**       |
| Roberto Viñals                                 | Alteño                      | Egyéni      | 1:46,2 | 20     | 38.    | 1:43,0 | 12     | 25.    | 3:29,2      | 32          | 35.**       |
| Humberto Mariles Víctor Saucedo Roberto Viñals | Petrolero Resorte II Alteño | Csapat      |        | 36     | 8.**   |        | 28,75  | 7.     |             | 64,75       | 9.          |

Lovastusa
| Versenyző      | Ló         | Versenyszám | Díjlovaglás | Díjlovaglás | Tereplovaglás | Tereplovaglás | Tereplovaglás | Díjugratás | Díjugratás | Végeredmény | Végeredmény |
| Versenyző      | Ló         | Versenyszám | Bünt.       | Hely.       | Bünt.         | Hely.         | Össz.         | Bünt.      | Hely.      | Bünt.       | Helyezés    |
| -------------- | ---------- | ----------- | ----------- | ----------- | ------------- | ------------- | ------------- | ---------- | ---------- | ----------- | ----------- |
| Mario Becerril | Tamaulipas | Egyéni      | -156,33     | 39.         | -40           | 21.*          | 22.           | 0          | 1.         | -196,33     | 21.         |

* - egy másik versenyzővel azonos eredményt ért el

** - két másik versenyzővel/csapattal azonos eredményt ért el

## Műugrás
Férfi
| Versenyző       | Versenyszám        | Selejtező | Selejtező | Döntő   | Döntő    |
| Versenyző       | Versenyszám        | Pont      | Helyezés  | Pont    | Helyezés |
| --------------- | ------------------ | --------- | --------- | ------- | -------- |
| Alberto Capilla | Egyéni műugrás     | 61,85     | 20.*      | kiesett | kiesett  |
| Alberto Capilla | Egyéni toronyugrás | 72,95     | 5.        | 136,44  | 5.       |
| Joaquín Capilla | Egyéni műugrás     | 79,42     | 4.        | 178,33  | 4.       |
| Joaquín Capilla | Egyéni toronyugrás | 78,46     | 2.        | 145,21  |          |
| Rodolfo Perea   | Egyéni műugrás     | 62,36     | 19.       | kiesett | kiesett  |
| Rodolfo Perea   | Egyéni toronyugrás | 72,88     | 6.        | 128,28  | 6.       |

Női
| Versenyző    | Versenyszám        | Selejtező | Selejtező | Döntő   | Döntő    |
| Versenyző    | Versenyszám        | Pont      | Helyezés  | Pont    | Helyezés |
| ------------ | ------------------ | --------- | --------- | ------- | -------- |
| Irma Lozano  | Egyéni toronyugrás | 33,33     | 13.       | kiesett | kiesett  |
| Carlota Ríos | Egyéni toronyugrás | 39,76     | 10.       | kiesett | kiesett  |

* - egy másik versenyzővel azonos eredményt ért el

## Ökölvívás
| Versenyző    | Versenyszám | Selejtező                   | Nyolcaddöntő                 | Negyeddöntő       | Elődöntő          | Döntő             | Helyezés |
| Versenyző    | Versenyszám | Ellenfél Eredmény           | Ellenfél Eredmény            | Ellenfél Eredmény | Ellenfél Eredmény | Ellenfél Eredmény | Helyezés |
| ------------ | ----------- | --------------------------- | ---------------------------- | ----------------- | ----------------- | ----------------- | -------- |
| Jesús Tello  | Légsúly     | Leslie Handunge (CEY) · 1-2 | kiesett                      | kiesett           | kiesett           | kiesett           | 16.      |
| Raúl Macías  | Harmatsúly  | Angel Amaya (VEN) · 3-0     | Gennady Garbuzov (URS) · 0-3 | kiesett           | kiesett           | kiesett           | 9.       |
| José Dávalos | Váltósúly   | Vicente Tuñacao (PHI) · TKO | Zygmunt Chychła (POL) · 0-3  | kiesett           | kiesett           | kiesett           | 9.       |

## Öttusa
| Versenyző      | Versenyszám | Lovaglás | Lovaglás | Lovaglás | Vívás    | Vívás | Vívás | Lövészet | Lövészet | Úszás  | Úszás | Futás   | Futás | Összesen    | Összesen |
| Versenyző      | Versenyszám | Idő      | Pont     | Hely.    | Győzelem | Dupla | Hely. | Pontszám | Hely.    | Idő    | Hely. | Idő     | Hely. | Összes pont | Helyezés |
| -------------- | ----------- | -------- | -------- | -------- | -------- | ----- | ----- | -------- | -------- | ------ | ----- | ------- | ----- | ----------- | -------- |
| Antonio Almada | Egyéni      | 10:58,3  | 16,5     | 29.      | 16       | 10    | 43.   | 142      | 49.      | 5:06,7 | 30.   | 17:15,7 | 42.   | 193         | 44.      |
| José Pérez     | Egyéni      | 11:18,0  | 23       | 34.      | 19       | 8     | 34.   | 167      | 37.      | 4:39,9 | 19.   | 17:00,7 | 39.   | 163         | 38.      |
| David Romero   | Egyéni      | 11:57,2  | 46       | 38.      | 14       | 4     | 49.   | 158      | 45.      | 5:00,4 | 26.   | 17:22,6 | 44.   | 202         | 47.      |

| Versenyző                              | Versenyszám | Lovaglás | Lovaglás | Vívás | Vívás | Lövészet | Lövészet | Úszás | Úszás | Futás | Futás | Összesen    | Összesen |
| Versenyző                              | Versenyszám | Pont     | Hely.    | Pont  | Hely. | Pont     | Hely.    | Pont  | Hely. | Pont  | Hely. | Összes pont | Helyezés |
| -------------------------------------- | ----------- | -------- | -------- | ----- | ----- | -------- | -------- | ----- | ----- | ----- | ----- | ----------- | -------- |
| José Pérez Antonio Almada David Romero | Csapat      | 98       | 13.      | 119   | 15.   | 121      | 15.      | 69    | 7.    | 117   | 14.   | 524         | 14.      |

## Sportlövészet
| Versenyző            | Versenyszám          | Eredmény | Helyezés |
| -------------------- | -------------------- | -------- | -------- |
| Ernesto Montemayor   | Gyorstüzelő pisztoly | 565      | 15.      |
| Carlos Rodríguez     | Gyorstüzelő pisztoly | 561      | 18.      |
| Raúl Ibarra          | Szabadpisztoly       | 530      | 13.      |
| José Reyes Rodríguez | Szabadpisztoly       | 523      | 18.      |

## Súlyemelés
| Versenyző      | Versenyszám | Nyomás   | Nyomás   | Szakítás | Szakítás | Lökés                    | Lökés                    | Összesen | Helyezés |
| Versenyző      | Versenyszám | Eredmény | Helyezés | Eredmény | Helyezés | Eredmény                 | Helyezés                 | Összesen | Helyezés |
| -------------- | ----------- | -------- | -------- | -------- | -------- | ------------------------ | ------------------------ | -------- | -------- |
| David Pimentel | 75 kg       | 102,5    | 9.**     | 95,0     | 21.      | érvényes kísérlet nélkül | érvényes kísérlet nélkül | kiesett  | kiesett  |
| Armando Rueda  | 82,5 kg     | 115,0    | 9.*      | 107,5    | 14.**    | 137,5                    | 16.*                     | 360,0    | 12.      |

* - egy másik versenyzővel azonos eredményt ért el

** - három másik versenyzővel azonos eredményt ért el

## Úszás
Férfi
| Versenyző                                                 | Versenyszám     | Előfutam | Előfutam | Előfutam | Elődöntő | Elődöntő | Elődöntő | Döntő   | Döntő    |
| Versenyző                                                 | Versenyszám     | Idő      | Hely.    | Össz.    | Idő      | Hely.    | Össz.    | Idő     | Helyezés |
| --------------------------------------------------------- | --------------- | -------- | -------- | -------- | -------- | -------- | -------- | ------- | -------- |
| Alberto Isaac                                             | 100 m gyors     | 1:01,4   | 3.       | 37.*     | kiesett  | kiesett  | kiesett  | kiesett | kiesett  |
| Juan Lanz                                                 | 100 m gyors     | 1:00,9   | 3.       | 30.*     | kiesett  | kiesett  | kiesett  | kiesett | kiesett  |
| René Muñiz                                                | 100 m gyors     | 1:00,5   | 4.       | 25.**    | kiesett  | kiesett  | kiesett  | kiesett | kiesett  |
| César Borja                                               | 1500 m gyors    | 19:43,3  | 3.       | 19.      |          |          |          | kiesett | kiesett  |
| Efrén Fierro                                              | 1500 m gyors    | 19:55,8  | 3.       | 21.      |          |          |          | kiesett | kiesett  |
| Tonatiuh Gutiérrez                                        | 1500 m gyors    | 19:18,9  | 3.       | 12.      |          |          |          | kiesett | kiesett  |
| Clemente Mejía                                            | 100 m hát       | 1:10,7   | 3.       | 24.*     | kiesett  | kiesett  | kiesett  | kiesett | kiesett  |
| Walter Ocampo                                             | 200 m mell      | 2:44,8   | 4.       | 21.      | kiesett  | kiesett  | kiesett  | kiesett | kiesett  |
| Alberto Isaac Efrén Fierro César Borja Tonatiuh Gutiérrez | 4 × 200 m gyors | 9:15,7   | 6.       | 14.      |          |          |          | kiesett | kiesett  |

* - egy másik versenyzővel azonos időt ért el

** - két másik versenyzővel azonos időt ért el

## Vívás
Férfi
| Versenyző     | Versenyszám       | 1. forduló | 1. forduló | 2. forduló | 2. forduló | Elődöntő            | Elődöntő | Döntő               | Döntő   |
| Versenyző     | Versenyszám       | Ellenfelek Eredmény | Hely.      | Ellenfelek Eredmény | Hely.      | Ellenfelek Eredmény | Hely.    | Ellenfelek Eredmény | Hely.   |
| ------------- | ----------------- | --- | ---------- | --- | ---------- | ------------------- | -------- | ------------------- | ------- |
| Benito Ramos  | Tőr, egyéni       | Vasile Chelaru (ROU) · Nate Lubell (USA) · Mark Midler (URS) · Karl Bach (SAA) · Ricardo Rimini (URU) · Augusto Gutiérrez (VEN) · 4-1 (19)                                             | 3.         | René Paul (GBR) · Christian d’Oriola (FRA) · Tilli Endre (HUN) · Yulen Uralov (URS) · Gustave Ballister (BEL) · Norman Casmir (GER) · 1-5 (29)                                                        | 7.         | kiesett             | kiesett  | kiesett             | kiesett |
| Benito Ramos  | Párbajtőr, egyéni | Berzsenyi Barnabás (HUN) · Rolf Wiik (FIN) · René Bougnol (FRA) · Juan Camous (VEN) · Alfred Skrobisch (USA) · Erwin Kroggel (GER) · Maki Sinicsi (JPN) · 4-3 (17)                     | 3.         | kiesett | kiesett    | kiesett             | kiesett  | kiesett             | kiesett |
| Benito Ramos  | Kard, egyéni      | Gustave Ballister (BEL) · Boris Belyakov (URS) · Bob Anderson (GBR) · Daniel Sande (ARG) · Alfred Eriksen (NOR) · José Ferreira (POR) · 2-4 (23)                                       | 5.         | kiesett | kiesett    | kiesett             | kiesett  | kiesett             | kiesett |
| Antonio Haro  | Párbajtőr, egyéni | Adam Krajewski (POL) · Erkki Kerttula (FIN) · Sákovics József (HUN) · Alfred Eriksen (NOR) · Robert Henrion (BEL) · Gustavo Gutiérrez (VEN) · Eduardo López (GUA) · 5-1 (9)            | 2.         | Dario Mangiarotti (ITA) · Sven Fahlman (SWE) · Jean-Baptiste Maquet (BEL) · René Bougnol (FRA) · César Pekelman (BRA) · Nicolae Marinescu (ROU) · Wojciech Rydz (POL) · Álvaro Pinto (POR) · 4-4 (18) | 5.         | kiesett             | kiesett  | kiesett             | kiesett |
| Antonio Haro  | Kard, egyéni      | José D'Andrea (ARG) · Heinz Lechner (AUT) · Adalbert Gurath (ROU) · Hans Esser (GER) · Farid Abou-Shadi (EGY) · Roland Asselin (CAN) · 4-2 (19)                                        | 3.         | Gerevich Aladár (HUN) · Leszek Suski (POL) · Ivan Manayenko (URS) · Renzo Nostini (ITA) · Palle Frey (DEN) · José D'Andrea (ARG) · Allan Kwartler (USA) · 3-4 (29)                                    | 6.         | kiesett             | kiesett  | kiesett             | kiesett |
| Emilio Meraz  | Párbajtőr, egyéni | Raimondo Carnera (DEN) · Fathallah Abdel Rahman (EGY) · Álvaro Mário Mourão (POR) · Darío Amaral (BRA) · Vito Simonetti (ARG) · That Hải Tơn (VIE) · George Carpenter (IRL) · 4-3 (13) | 4.         | Edoardo Mangiarotti (ITA) · Allan Jay (GBR) · Ed Vebell (USA) · Álvaro Mário Mourão (POR) · Claude Nigon (FRA) · Rerrich Béla (HUN) · Paul Meister (SUI) · 3-4 (15)                                   | 5.         | kiesett             | kiesett  | kiesett             | kiesett |
| Rafael Cámara | Kard, egyéni      | François Heywaert (BEL) · Ivan Manayenko (URS) · Jerzy Pawłowski (POL) · Raimondo Carnera (DEN) · Ernst Rau (SAA) · John Fethers (AUS) · Gustavo Gutiérrez (VEN) · 2-5 (32)            | 7.         | kiesett | kiesett    | kiesett             | kiesett  | kiesett             | kiesett |

## Vízilabda
- Gustavo Olguín
- Juan Trejo
- Arturo Coste
- Manuel Castro
- José Olguín
- Otilio Olguín
- Modesto Martínez

### Eredmények
1. forduló
| 1952. július 25. | Magyarország (HUN) | 13 – 4 | Mexikó |  |
| 1952. július 25. | (6 – 2)            |        |        |  |
| 1952. július 25. |                    |        |        |  |

2. forduló
| 1952. július 26. | Dél-afrikai Unió (RSA) | 4 – 0 | Mexikó |  |
| 1952. július 26. | (2 – 0)                |       |        |  |
| 1952. július 26. |                        |       |        |  |

| Csapat | Helyezés |
| ------ | -------- |
| Mexikó | 17.      |